# Paul Fredericq
Paul Fredericq (Ghent, 12 de agosto de 1850 – 23 de março de 1920) foi um historiador belga da Universidade de Ghent, especialista na Inquisição Espanhola e na história política dos Países Baixos.

## Carreira acadêmica
Paul Fredericq foi fortemente influenciado por Émile de Laveleye, seu colega na Liege, e Henri Pirenne, com quem dividiu cursos e estudos. Fredericq lecionou na Universidade de Liège e na Ghent, onde se doutorou. Enquanto ensinava em Liège, sob missão do Ministro da Instrução Pública, Fredericq começou suas expedições científicas para universidades da Alemanha e da Inglaterra, buscando descobrir práticas inovadoras no ensino superior de história. Suas notas e impressões de viagem foram publicadas em 1882, reunindo as perspectivas do historiador sobre as universidades alemãs de Berlim, Leipzig e Götingen.
Enquanto historiador, Fredericq se especializou na Inquisição Espanhola e na história política dos Países Baixos.